# Patrick John Ryan
Patrick John Ryan (Thurles, 20 febbraio 1831 – Filadelfia, 11 febbraio 1911) è stato un arcivescovo cattolico irlandese naturalizzato statunitense.

## Biografia
Figlio di Jeremiah e Mary Ryan, completò gli studi teologici nel 1852 e fu ordinato suddiacono. Nello stesso anno decise di trasferirsi negli Stati Uniti, in particolare presso l'arcidiocesi di Saint Louis nel Missouri.
Fu ordinato sacerdote l'8 settembre 1852 dall'arcivescovo Peter Richard Kenrick e gli fu concessa una dispensa da papa Pio IX, in quanto non aveva ancora 21 anni, età richiesta per ricevere il sacramento dell'ordinazione sacerdotale.

### Ministero episcopale
Il 15 febbraio 1872 fu nominato da papa Pio IX arcivescovo coadiutore di Saint Louis, carica che allora prevedeva anche l'assegnazione di una diocesi titolare, che per lui fu quella di Tricomia.
Ricevette la consacrazione episcopale nella cattedrale di Saint Louis il 14 aprile 1872 dalle mani dell'arcivescovo Peter Richard Kenrick, co-consacranti il vescovo di Nashville Patrick Augustine Feehan  e il vescovo di Green Bay Joseph Melcher.
Nel 1884 papa Leone XIII dapprima lo designò arcivescovo titolare di Salamina e l'8 luglio arcivescovo metropolita di Filadelfia; si insediò il successivo 20 agosto presso la cattedrale dei Santi Pietro e Paolo.
Durante il suo episcopato si distinse come fondatore di centri scolastici, case per anziani e ospedali, oltre che di nuove chiese, soprattutto per gli stranieri presenti nell'arcidiocesi.
Il 12 febbraio 1891 approvò la nascita della congregazione delle Suore del Santissimo Sacramento per gli indiani e i negri, fondata dalla religiosa Katharine Mary Drexel, divenuta in seguito santa.
Fu nominato membro della Commissione indiana degli Stati Uniti dal presidente Theodore Roosevelt.
Morì l'11 febbraio 1911, a pochi giorni dal suo ottantesimo compleanno.

## Genealogia episcopale e successione apostolica
La genealogia episcopale è:
- Cardinale Scipione Rebiba
- Cardinale Giulio Antonio Santori
- Cardinale Girolamo Bernerio, O.P.
- Arcivescovo Galeazzo Sanvitale
- Cardinale Ludovico Ludovisi
- Cardinale Luigi Caetani
- Cardinale Ulderico Carpegna
- Cardinale Paluzzo Paluzzi Altieri degli Albertoni
- Papa Benedetto XIII
- Papa Benedetto XIV
- Cardinale Enrico Enriquez
- Arcivescovo Manuel Quintano Bonifaz
- Cardinale Buenaventura Córdoba Espinosa de la Cerda
- Cardinale Giuseppe Maria Doria Pamphilj
- Arcivescovo Louis-Guillaume-Valentin Dubourg, P.S.S.
- Vescovo Giuseppe Rosati, C.M.
- Arcivescovo Peter Richard Kenrick
- Arcivescovo Patrick John Ryan

La successione apostolica è:
- Vescovo James O'Connor (1876)
- Vescovo Richard Phelan (1885)
- Arcivescovo Edmond Francis Prendergast (1897)
- Vescovo John Edmund Fitzmaurice (1898)
- Vescovo John Walter Shanahan (1899)
- Arcivescovo John Francis Regis Canevin (1903)
- Vescovo John Joseph O'Gorman, C.S.Sp. (1903)